# Ernst Jakober
Ernst Jakober (* 21. Januar 1953) ist ein Schweizer Schwyzerörgelispieler, ehemaliger Kapellmeister und selbständiger Musikproduzent. Er ist heimatberechtigt in Glarus und wohnt heute auf dem Benkner Büchel in Benken.

## Biografie
Bevor Ernst Jakober sein eigenes Unternehmen «Oergelihuus» gründete, war er bei der Swissair angestellt. Mit seiner Ehefrau Beatrice und seinem Vater Franz bildete er die Ländlerkapelle «Diä urchige Glarner». Sie wurden von verschiedenen Bassgeigenspielern begleitet, unter ihnen Ruedi Schmid, Ueli Jüsterich und Dominik Marty. 
Neben rund 150 Instrumentalwerken komponierte er Lieder, in denen er seine Lebensphilosophie darstellte. Er veröffentlichte sie teils mit Gastformationen und Dominik Marty. Die Formation nahm nach seiner Hochzeit am 20. März 1976 ihren Anfang. Einen öffentlichen Auftritt tätigten sie auf dem Kilimanjaro. 1984 initiierte Ernst Jakober die Ländlerweihnacht im Sportzentrum Glarner Unterland (SGU) in Näfels, ein Anlass, der seither jährlich im Dezember stattfindet. Seine Ländlerkapelle existierte offiziell bis 1993.
Weiters machte Jakober Aufnahmen mit der Kapelle Echo vom Hirsch – teils jodelte er zu der Musik.